# Activision Publishing Minneapolis, Inc.
Activision Publishing Minneapolis, Inc., anteriormente Activision Value Publishing, Inc., es una empresa estadounidense de ordenadores y videojuegos. Surgió de la fusión de Activision, Expert Software y Head Games Publishing.
La empresa fue establecida en 2001, y se hizo conocida por el desarrollo y la publicación de docenas de programas (incluyendo videojuegos, CD-Roms de consulta, multitud de imágenes gráficas y programas educativos).